# Хамм-ам-Райн
Хамм-ам-Райн (нем. Hamm am Rhein) — община в Германии, в земле Рейнланд-Пфальц.
Входит в состав района Альцай-Вормс. Подчиняется управлению Айх. Население составляет 2205 человек (на 31 декабря 2010 года). Занимает площадь 7,89 км².